# …’Cause for Sale
A …’Cause for Sale EP a Tankcsapda 1996-ban megjelent egyetlen idegen nyelvű albuma, amelyre korábban magyar szöveggel kiadott dalaikat vették fel angol énekkel és esetenként áthangszerelve. Az angol dalszövegeket Patrick Alexander írta, a spanyol nyelvű ¡ Que Delicia ! szövegét pedig Angel Diaz Fonseca.
A lemezborítóra az együttes nevének angol megfelelőjét (Tanktrap) tették fel a jól ismert Tankcsapda-logóval. Ez az EP volt a zenekar egyetlen próbálkozása, hogy a nemzetközi színtéren is megmutassák magukat, de a projekt a külföldi kiadók érdektelensége miatt ezzel be is fejeződött.

## Az album dalai
1. Justify My Game („Az ember tervez” c. dal angolul)
2. The Edge („Tetoválj ki!” c. dal angolul)
3. Wake and Bake („Így lettél” c. dal angolul)
4. No World Order („Nem ismerek rád” c. dal angolul)
5. Chant / Locked in a Prism („Ezen a földön” c. dal angolul)
6. ¡ Que Delicia ! („Félre a tréfát” c. dal spanyolul)

## Közreműködők
- Lukács László – basszusgitár, akusztikus gitár, ének
- Molnár "Cseresznye" Levente – gitár
- Buzsik György – dobok